# It Takes a Lot to Laugh, It Takes a Train to Cry
It Takes a Lot to Laugh, It Takes a Train to Cry ist eine Rockballade von Bob Dylan. Sie erschien erstmals 1965 auf seinem Album Highway 61 Revisited und wurde von Bob Johnston produziert. Die Live-Uraufführung fand am 25. Juli 1965 beim Newport Folk Festival statt.

## Musik
Die langsame Ballade ist als akustischer Bluessong aufgebaut und unterscheidet sich daher maßgeblich von den anderen Stücken auf dem Album.

## Text
Der Song handelt sowohl von Resignation als auch von sexueller Frustration (“Well, if I die // On top of the hill // And if I don't make it // You know my baby will”). Möglich, dass Dylan „to die“ als Synonym für den Orgasmus benutzt. Am Ende der zweiten Strophe gibt es eine weitere mögliche sexuelle Anspielung: “Don't my gal look fine // When she’s comin’ after me?” Auch die Möglichkeiten des lyrischen Ichs, von seiner Unlust zu berichten, zerbrechen daran, dass er seine Redehemmungen nicht überwinden kann (“I went to tell everybody // But I could not get across”). Der Titel impliziert, dass einiges nötig ist, damit man lacht, aber eine Zugfahrt – z. B. eine Trennung – ausreiche, dass einem zum Weinen zumute ist. Die traurig-melancholische Atmosphäre des Songs unterscheidet sich stark von den anderen Werken wie etwa Like a Rolling Stone.

## Sonstiges
Die zweite Textzeile des Songs wurde 1972 als Albumtitel Can’t Buy a Thrill von Steely Dan verwendet.